# Massula
Massula là một chi rêu trong họ Jungermanniaceae.